# Gdańsk Brzeźno
Gdańsk Brzeźno – dawny przystanek Szybkiej Kolei Miejskiej leżący w dzielnicy Nowy Port (zawieszony od 18 kwietnia 2005).
Formalnie przystanek nie znajduje się w Brzeźnie jak sugeruje nazwa; granica z tą dzielnicą znajduje się kilkaset metrów na południowy zachód od przystanku. Dysponuje jednym kompletnie zadaszonym peronem (odjazdy pociągów SKM odbywały się w ruchu wahadłowym z jednego toru), budynkiem byłej kasy i poczekalnią. Bezpośrednio w sąsiedztwie przystanku przebiega linia tramwajowa łącząca Nowy Port z Brzeźnem i Wrzeszczem. Przystanek obsługiwał pobliski terminal promowy, WOC i obszar przykoszarowy (obecnie Straż Graniczna) przy ulicy Oliwskiej, jak również (w mniejszym stopniu) osiedle Łozy w obrębie Brzeźna i Kolonię Gwiazda Morza, zwaną także Letniewem.
Do momentu wybudowania wiaduktu w ciągu ulicy Ignacego Krasickiego istniało uciążliwe skrzyżowanie linii SKM z linią tramwajową do Nowego Portu prowadzącą od strony Wrzeszcza.
Obecnie (2013) zaraz za przystankiem znajduje się kozioł oporowy, stanowiący zakończenie tej linii. Tor do p.o. Gdańsk Nowy Port został całkowicie zdemontowany w trakcie odbywającego się w 2007 roku remontu dojazdu do Terminala Promowego w Nowym Porcie.
Przystanek wpisany jest do gminnej ewidencji zabytków.

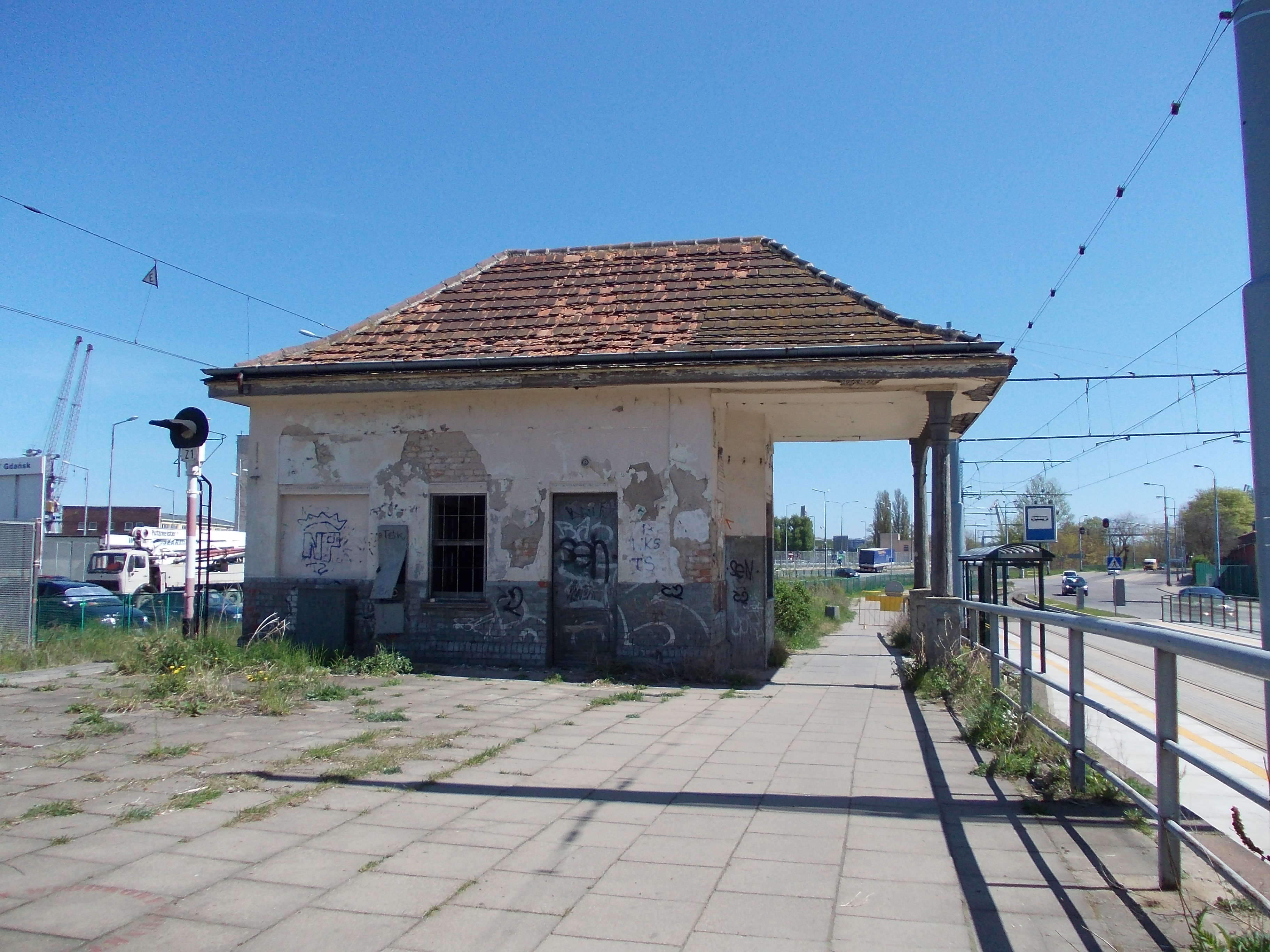
Budynek na peronie Gdańsk Brzeźno, 2012